# Steve Allen (presentator)
Stephen Valentine Patrick William Allen (New York, 26 december 1921 – Los Angeles, 30 oktober 2000) was een Amerikaanse radio- en televisiepersoonlijkeid, musicus, componist, acteur, cabaretier, schrijver en bevorderaar van wetenschappelijk skepticisme en seculier humanisme. In september 1954 verwierf hij nationale bekendheid als de eerste host van The Tonight Show, het eerste praatprogramma in de late avond.
Allen werd traditioneel rooms-katholiek opgevoed, maar werd later een seculier humanist en Humanist Laureate bij de Academy of Humanism, lid van het Committee for Skeptical Inquiry (CSICOP) en de Council for Secular Humanism. Hoewel hij begon met radioprogramma's, is Allen het bekendst vanwege zijn uitgebreide televisiecarrière. Hij vergaarde enige landelijke bekendheid als gasthost bij Arthur Godfrey's Talent Scouts. Nadat hij van 1954 tot 1957 The Tonight Show had gepresenteerd, was hij gastheer van een groot aantal spel- en variétéshows, waaronder zijn eigen The Steve Allen Show, I've Got a Secret en The New Steve Allen Show. Hij was een vast panellid bij What's My Line? (CBS) en van 1977 tot 1981 schreef, produceerde en hostte hij de prijswinnende publieke omroepshow Meeting of Minds, een reeks historische drama's gepresenteerd in een praatformaat.
Allen was een pianist en een bedreven componist. Naar eigen schatting had hij meer dan 8.500 liedjes geschreven, waarvan sommige werden opgenomen door bekende zangers. In 1964 won Allen voor zijn werk als tekstdichter de Grammy Award for Best Original Jazz Composition. Hij schreef ook meer dan 50 boeken, waaronder romans, kinderboeken en betogen. Zijn laatste boek was Vulgarians at the Gate: Trash TV and Raunch Radio.
In 1996 ontving Allen de Martin Gardner Lifetime Achievement Award van het CSICOP. Hij heeft twee sterren op de Hollywood Walk of Fame en in Hollywood is het The Steve Allen Theater naar hem vernoemd.
Hij overleed thuis, een dag na een verkeersongeluk dat onschuldig leek, maar hem wel fataal werd.
- Biblioteca Nacional de España: XX1153938
- Bibliothèque nationale de France: cb13929778k (data)
- CiNii: DA04189157
- Gemeinsame Normdatei: 135369347
- International Standard Name Identifier: 0000 0001 1455 1354
- Library of Congress Control Number: n79041882
- Nationale Bibliotheek van Letland: 000139744
- MusicBrainz: a29bbbcb-46d8-4760-93fa-01d7f963cfad
- Bibliotheek van het Japanse parlement: 001167135
- Nationale Bibliotheek van Tsjechië: xx0164495
- Nationale Bibliotheek van Israël: 987007257671605171
- Nederlandse Thesaurus van Auteursnamen: 133356787
- Istituto Centrale per il Catalogo Unico: UBOV398015
- SNAC: w68g9m57
- Système universitaire de documentation: 068760361
- Trove: 785875
- Virtual International Authority File: 301307159
- WorldCat: E39PBJvhkGRCJpGVRWpXVQq4v3